# Chandigarh
Chandigarh (în punjabă: ਚੰਡੀਗੜ੍ਹ; în hindi: चंडीगढ़, Caṇḍīgaṛh) este un oraș și un teritoriu federal în India, care servește drept capitală a două state vecine, Haryana și Punjab. Numele Chandigarh inseamna fortăreața lui Chandi și derivă de la templul antic Chandi Mandir, dedicat zeiței hinduse Chandi. Este supranumit „Frumosul Oraș”, din cauza frumuseții împrejurimilor și parcurilor sale. Portivit recensământului din 2011 populația teritoriului federal a fost de 1.054.686 locuitori.
Orașul Chandigarh a fost primul oras planificat al Indiei și este renumit în lume pentru arhitectura și planificarea sa urbană. În localitate au realizat proiecte arhitectonice creatori precum Le Corbusier, Pierre Jeanneret, Jane Drew și Maxwell Fry. Orașul figurează în fruntea listei statelor și teritoriilor Uniunii Indiene cu cel mai înalt nivel de venit anual pe cap de locuitor (99.262 rupii la prețurile curente și 70.361 rupii la prețurile constante, în anii 2006-2007). În anul 2010 Chandigarh a fost evidențiat într-un studiu guvernamental ca cel mai curat oraș din India.